# ارد عطارپور
اُرُد عطارپور، متولد سال ۱۳۴۱ در تهران، مستندساز، تهیه‌کننده، پژوهشگر، کارگردان و نویسنده ایرانی است. وی داور بسیاری از جشنواره‌های مستند و عضو هیئت مدیره انجمن تهیه‌کنندگان سینمای مستند ایران در سالهای ۱۳۸۷ و ۱۳۸۸ بوده است.

## زندگی
عطارپور در رشته اقتصاد از دانشگاه شهید بهشتی فارغ‌التحصیل شده است و فارغ‌التحصیل سینما از مرکز آموزش اسلامی فیلمسازی (باغ فردوس) است. او فعالیت هنری اش را از سال ۱۳۶۷ با کارگردانی فیلم «تصویر گمشده» آغاز نموده.
وی مستندسازی با ذهن پخته و دغدغه‌های مشخص است که فعالیت هنری خود را از سال ۶۷ آغاز کرده و تا کنون در مقام کارگردان و تهیه‌کننده آثار ماندگاری را برای سینمای مستند ایران به ارمغان آورده است. عطارپور که به وضوح دل در گرو ایران باستان و تاریخ و هویت ملی دارد، در مقام تهیه‌کننده، تأثیر مهم و انکارناپذیری در مستندسازی سال‌های اخیر ایران داشته و آثاری مانند «غزل‌هایی از تاریخ»، «گنج‌های پنهان»، «تاریخ تجارت» و «بیست شب» را تهیه کرده که برای دو مستند اخیر، جوایز مختلفی را به دست آورده است.
دستیار کارگردانی در فیلم سینمایی راز گل شب‌بو در سال ۱۳۷۲ از اولین فعالیت‌های اوست و نویسندگی انیمیشن خداوند لک لک‌ها را دوست دارد را نیز در کارنامه فعالیتهای اولیه خود دارد.
عطارپور در طی سال‌های فعالیت خود با آثارش برگزیده جشنواره‌های معتبری همچون کراکو، گوانگ‌ژو، فجر، سینماحقیقت، خانه سینما شده است و در آثاری همچون «خلیج فارس»، «از شمس تا شمس»، «پرسپولیس شیکاگو»، «آسمان سیاه شب»، «پروانه‌های پشت دیوار» به عنوان «کارگردان»، «تهیه‌کننده»، «نویسنده فیلمنامه» حضور داشته است.

## افتخارات و جوایز
- نامزدی بهترین مستند سی امین جشنواره فیلم فجر برای مستند «خلیج فارس»
- برنده دیپلم افتخار جشنواره فیلم فجر در بخش بهترین تحقیق و پژوهش مستند، برای فیلم مستند خلیج فارس[۴][۵]
- جایزه بهترین کارگردانی مستند بلند برای مستند «۲۰ شب» در اولین جشنواره تلویزیونی جام جم[۶]
- جایزه بهترین کارگردانی مستند نیمه بلند در دهمین جشن مستقل سینمای مستند (جشن مستقل مستندسازان سینمای ایران) به ارد عطارپور برای مستند «پرسپولیس – شیکاگو» اهدا شد.[۷][۸]
- تندیس زرین و دیپلم افتخار بهترین فیلم از هجدهمین جشنواره بین‌المللی فیلم تهران برای فیلم «پرنیان».[۹]
- برنده جایزه بهترین کارگردانی مستند از بیستمین جشن خانه سینما برای مستند «پرسپولیس- شیکاگو»[۱۰]
- جایزه بهترین تهیه‌کننده از اولین جشنواره مستند سینما حقیقت ۱۳۸۶ برای مستندهای «ایران در اعلان»، «تهران چند درجه ریشتر»، «خلوت جنگل»، «صورت‌های رنگ پریده» و «مالا»[۱۱]
- جایزه بهترین فیلم مستند از پنجمین جشنواره مستند سینما حقیقت ۱۳۹۰ برای مستند «خلیج فارس»[۱۲]
- مستند «پرسپولیس- شیکاگو» برنده تندیس بهترین مستند کوتاه جشنواره بین‌المللی سینماحقیقت[۱۳][۱۴]
- مراسم بزرگداشت ارد عطارپور و اهدا نشان فیروزه جشنواره سینما حقیقت[۱۵][۱۶][۱۷]

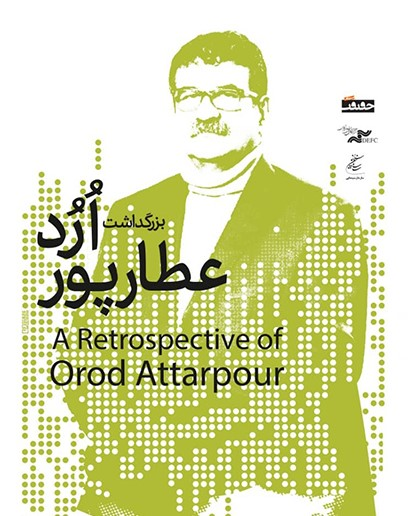
پوستر بزرگداشت ارد عطار پور

- مراسم بزرگداشت و مرور آثار ارد عطار پور در جشنواره میراث فرهنگی (جشنواره یادگار)[۱۸][۱۹]
- مراسم تجلیل از اُرد عطارپور در جشن مستندسازان سینمای ایران[۲۰]

## عضویت در هیئت داوران
- عضو هیئت داوران جایزه بزرگ آوینی، سال ۱۳۹۲[۲۱]
- عضو هیئت داوران پنجمین جشنواره فیلم کوتاه حسنات ۱۳۹۴
- عضو هیئت داوران بخش فیلم‌های کوتاه و مستند نخستین جشنواره فیلم سلامت[۲۲]
- عضو هیئت داوران بخش مسابقه فیلم‌های مستند پنجمین جشنواره بین‌المللی فیلم شهر[۲۳]
- مدیر بخش آثار مستند و تلویزیونی سومین جشنواره فیلم سلامت[۲۴]
- عضو هیئت داوران فیلم‌های مستند نهمین دوره جشنواره ملی مستند و فیلم کوتاه رضوی[۲۵]
- عضو هیئت داوران سومین دوره جشنواره تلویزیونی مستند در بخش فیلم[۲۶]
- عضو هیئت داوران چهارمین دوره جشنواره بین‌المللی فیلم بی‌کلام گلوب[۲۷]

## عطار پور در نظر دیگران
- محمد حمیدی مقدم مدیرعامل مرکز گسترش سینمای مستند و دبیر جشنواره سینما حقیقت: عطارپور دانسته‌های خود را بی‌دریغ در اختیار مستندسازان جوان قرار می‌دهد.[۲۸]
- محمدرضا عباسیان مستندساز و دبیر سی یکمین جشنواره فیلم فجر: علاوه بر توانمندی در فیلمسازی یک مرد مشتی، بامعرفت و به معنی واقعی کلمه رفیق است.
- فرهاد ورهرام مستندساز: اُرُد جزو معدود کسانی است که به دیگران آموخت چگونه از فیلم‌های آرشیوی استفاده کنند و اینکه چطور و از کجا باید این آرشیو را پیدا کرد.
- محمدرضا فرزاد فیلم‌ساز و نویسنده برجسته: برای من پدری کرده، همان‌طور که در مقطعی برای خیلی از ما چنین جایگاهی داشته. ارد عطارپور به ما اعتماد به نفس می‌داد. درهای خانه‌اش به روی ما باز بود و حتی پول توی جیب ما می‌گذاشت. ایشان خیلی جوان پرور و دست‌گیر و سخاوتمند است. ارد عطارپور از نسلی است که چراغ زندگی و راه ماست.
- محسن استادعلی کارگردان و مستندساز :ارد عطارپور وجودش فراتر از ساحت سینمای مستند و هم‌ارز مفهوم انسانیت است.
- احمد ضابطی جهرمی مستندساز و تدوینگر: از نظر من، ما سه فیلم استعاره‌ای در تاریخ سینمای مستند ایران داریم: اولی «خانه سیاه است»، دومی «تپه‌های مارلیک» و سومی «پرنیان». پرنیان علاوه بر این که فیلمی استعاری است، جزو معدود آثار عرفانی عالی سینمای مستند ایران هم هست. این فیلم افتخار سینمای ایران است. آفرین ارد که این فیلم را ساختی.
- رضا تیموری فیلم‌بردار: ارد عطارپور از سینمای مستند حذف‌شدنی نیست.[۲۹]

## مصاحبه و اظهار نظرها
- اُرُد عطارپور تهیه‌کننده و مستندساز در گفتگویی اظهار کرد: خط‌کشی بین مستند تلویزیونی و سینمایی کار درستی نیست؛ چون مستند از سینما به تلویزیون رفت.[۳۰]
- ارد عطارپور معتقد است: فیلم مستند «بزم رزم»، اثری قابل توجه در روایت تاریخ هنر موسیقی معاصر ایران است[۳۱]

## فیلم‌شناسی
| ردیف | نام فیلم                                  | کارگردان                     | تهیه‌کننده                       | سال ساخت | نویسنده یا پژوهشگر | توضیحات |
| ---- | ----------------------------------------- | ---------------------------- | ------------------------------- | -------- | ------------------ | --- |
| ۱    | پرسپولیس- شیکاگو                          | ارد عطارپور                  | ارد عطارپور                     | ۱۳۹۸     | ارد عطارپور        | موضوع فیلم دربارهٔ ماجراهای الواح هخامنشی در حدود نود سال پیش است |
| ۲    | خداوند لک‌لک‌ها را دوست دارد                | سعیده ذاکری و هما شکیبی      | مرکز پویانمایی صبا              | ۱۳۷۹     | ارد عطار پور       | یک پویانمایی ایرانی، دو بعدی است که در ۲۷ قسمت ۱۵ دقیقه‌ای ساخته شد |
| ۳    | ۲۰ شب                                     | ارد عطار پور                 | ارد عطار پور                    | ۱۳۸۴     |                    | با هدف پرداختن به موضوعات اجتماعی در شبکه چهار سیما ساخته می‌شود |
| ۴    | خلیج فارس (فیلم مستند)                    | اُرُد عطارپور                  | اُرُد عطارپور                     | ۱۳۹۰     | اُرُد عطارپور        | مستند خلیج فارس از اصالت نام خلیج فارس می‌گوید |
| ۵    | تاریخ تجارت                               | ارد عطارپور                  |                                 |          |                    | |
| ۶    | عاشورا در ابیانه                          | ارد عطارپور                  |                                 |          |                    | |
| ۷    | ساحل خرچنگ‌ها                              | ارد عطارپور                  |                                 |          |                    | |
| ۸    | پرنیان                                    | ارد عطارپور                  |                                 | ۱۳۸۰     | اُرد عطارپور        | فیلمی دربارهٔ اسماعیل احسانی یغمایی باستان‌شناس پُرتجربه |
| ۹    | در آفتاب شمس (با نام نهایی از شمس تا شمس) | ارد عطارپور                  | مرکز گسترش سینمای مستند و تجربی | ۱۳۸۵     |                    | این فیلم مستند بلند، روایتگر زندگی شخصی و سیر تفکر و اندیشه‌های عرفانی و فلسفی «مولانا جلال‌الدین محمد بلخی» و مهاجرت وی از محل تولدش در بلخ تا مکان وفاتش در قونیه می‌باشد |
| ۱۰   | صد و یک سال بلدیه                         | ارد عطارپور                  |                                 |          |                    | |
| ۱۱   | رویای سیاه                                | ارد عطارپور                  |                                 |          |                    | |
| ۱۲   | برگیسوان بلقیس                            | ارد عطارپور                  |                                 |          |                    | |
| ۱۳   | چهارصد سال                                | ارد عطارپور                  |                                 |          |                    | در این مجموعه به فراز و فرودهای روابط ایران و بریتانیا در طی چهار سده گذشته پرداخته شده است                                                                              |
| ۱۴   | منم داریوش                                |                              |                                 |          |                    | |
| ۱۵   | داستان چند هزار ساله یک شهر               |                              |                                 |          |                    | |
| ۱۶   | کاخ گلستان                                |                              |                                 |          |                    | |
| ۱۷   | گنج‌های پنهان                              | ارد عطارپور (در برخی قسمتها) | ارد عطار پور                    | ۱۳۸۴     |                    | مستندی با موضوع باستانشناسی و همراهی کاشف فرانسوی اشیاء ایرانی در ۱۳ قسمت                                                                                                |
| ۱۸   | غرقاب                                     |                              |                                 |          |                    | |
| ۱۹   | ایران در اعلان                            |                              |                                 |          |                    | |
| ۲۰   | خانه ام روی تپه هاست                      | شهرام درخشانی                | ارد عطار پور                    | ۱۳۸۳     |                    | به کاوش‌های باستان‌شناسی در جیرفت، توسط دکتر یوسف مجیدزاده باستان‌شناس مشهور ایران می‌پردازد.                                                                                |
| ۲۱   | تا انتهای تیره بهار                       | محمد مقدم                    | ارد عطار پور                    | ۱۳۹۲     |                    | این مستند کنکاش هنرمندانه در زندگی یک باستان‌شناس به نام مرحوم سیف‌الله کامبخش فرد است                                                                                     |
| ۲۲   | میدان بی حصار                             | مهرداد زاهدیان               | ارد عطار پور                    | ۱۳۸۷     |                    | این مستند سرگذشت پر فراز و نشیب میدان توپخانه را بازنمایی می‌کند |